# メアリー・フランシス・ヒートン
メアリー・フランシス・ヒートン（英語: Mary Frances Heaton, 1801年-1878年）は1837年に聖公会の司教代理を侮辱した罪で精神病院に収容され、一度も解放されなかった事で知られるイギリスの女性である。
彼女はドンカスターの裕福な家庭に生まれ、その後ウエスト・ライディング・オブ・ヨークシャーに住んだが、11歳の時彼女の父親が破産した。音楽教師となった彼女はロンドンに住み仕事をしていたが、危篤の父の看病のためドンカスターに戻った。父の死後、彼女はドンカスターで教師業を再開した。彼女の生徒のひとりがドンカスターのセント・ジョージズ・ミンスターのビカーだったジョン・シャープの娘であった。 彼は1834年と1835年に娘が週2度受けていたレッスン料を滞納していた。ヒートンはシャープの説教を遮り「高潔気取り、泥棒、悪党、嘘つき、偽善者」と呼ばわった。
法廷に連行された彼女は「白痴の危険な精神異常者」とされ、当時ウェイクフィールドにあったウェスト・ライディング・パウパー・ルナティック・アサイラム（West Riding Pauper Lunatic Asylum, 後のスタンリーロイド病院）に収容された。監禁中の彼女は骨盤への電気ショック、瀉下薬や水銀の摂取を含む、現代の基準では似非科学的な治療を様々な形で受けていた。 当時の医療記録にはさまざまな時の彼女の行動が記録されており、乱暴、軽はずみで興奮しやすく、管理不能、奔放、暴力的、口汚いとされていた。
時の経過につれ、彼女の精神的、肉体的な健康状態は悪化していった。1843年に脱走に失敗して精神が崩壊した彼女は従順になり、地元の歴史家サラ・コーバムによれば「彼女の記憶を残すため、彼女の物語を静かに（サンプラーに）刺繍することにした。」という。彼女のサンプラーはその多くが人に贈られて、数えるほどしか現存していない。晩年の彼女は現在のサウス・ヨークシャーにある別の隔離施設に移された。彼女は死後、貧困者の墓に葬られた。
2020年、彼女が受けた苦難を記念して、ウェイクフィールドにブルー・プラークが設置された。